# Viventura
Viventura est un réseau professionnel de tourisme qui organise des voyages en Amérique du Sud. La compagnie fut créée simultanément en  Allemagne et au Pérou en 2001. Elle propose des voyages personnalisés.
Viventura organise des circuits à départs fixes et en petits groupes de voyageurs, plutôt que des voyages à forfait pré-développés. L'agence offre également des visites guidées approfondies au lieu de simples excursions en bus. Ses bureaux se situent à Berlin en Allemagne.
La société a organisé des voyages organisés avec de nombreux partenaires en Amérique du Sud tel que le Fonds mondial pour la nature (WWF). L'agence est aussi connue pour avoir organisé des visites dans des écoles et maisons de retraite, offrant une expérience unique aux voyageurs, et contribuant ainsi au développement d'économies locales de certaines régions d'Amérique du Sud,.
La compagnie a également fondé l'organisation à but non lucratif VSocial et continue de lui verser des fonds. Le but original de cet organisme est d'initier et de promouvoir des projets sociaux et environnementaux dans six pays d'Amérique du Sud.